# Leonid Martinov
Leonid Martinov, nome completo   Leonid Nicolaevich Martinov  (cirílico russo: Леонид Николаевич Мартынов), nascido em Omsk,  9 de maio de 1905 e morto em  Moscou,  21 de junho de 1980, foi um poeta e tradutor de poesia russo .

## Vida
Filho de um empregado ferroviário na Sibéria e de uma professora ., Leonid Martinov  fez  lá mesmo seus estudos secundários, os quais ficariam incompletos.  A poesia de Vladimir Maiakovski despertaria o seu interesse pela poesia, a qual ele passaria a chamar de seu “primeiro amor”. Já à poesia de Aleksandr Blok ele passaria a chamar de seu “segundo amor”.
Desde 1920 trabalhou na imprensa, ainda em Omsk, nos jornais  "Caminho do trabalho", "Sinal"  e  "Vodyanoy siberiano”, e viajou como repórter pela Sibéria e Ásia Central, participando de expedições.
Em seu trabalho na imprensa, através dela, em 1921, publica seu primeiro poema, publicando em 1930 uma série de poemas narrativos  sobre o passado histórico da Rússia.  Já nesta época começaram as suas dificuldades, tendo os originais de um livro seu (de contos) desaparecido em 1932, se dando por perdida a obra em definitivo .
Em 17 março de 1932 ainda, o poeta foi preso no episódio conhecido como o das “Brigadas siberianas (Сибирской бригады)” ou dos “poetas siberianos” (сибирских поэтов), viveu três anos de exílio no norte da Rússia.  O processo de número 122613 levou a prisão Martinov e vários os autores participantes do seu grupo literário  “Памир” (Pamir), acusado de promover propaganda contra-revolucionária e anti-soviética, sendo declarado uma organização ilegal  .  Apesar disto, em 1937 alcança alguma repercussão com “Правдивая история об Увенькае”, publicado em uma revista, tratando do tema do passado histórico da Sibéria. Outros membros do grupo, foram presos novamente naquele ano, havendo um deles sido baleado e outro morto no campo de prisioneiros.
Em 1939, consegue publicar seu primeiro livro de poemas, e mais dois publicou até 1945.  A crítica do pós-guerra, no entanto,  foi dura com o poeta, acusando-o de apolítico e atemporal, o que não era aceito pelos padrões culturais oficiais do stalinismo, e Martinov não publicaria nada nos próximos dez anos.  Então, após 1946, seus poemas não foram mais publicados de forma alguma. .
A partir de 1955, após a morte de Stalin, o poeta passa a publicar mais e começa a se tornar conhecido pelo grande público, tendo sua reabilitação se iniciado a partir de um artigo de Iliá Selvínski em 1954. 
Traduziu, entre outros poetas,  autores como Pablo Neruda, Adam Mickiewicz, Arthur Rimbaud e, sobretudo, autores húngaros,  Janos Arany, Endre Ady, Attila József, Antal Hidas.
Também foi autor de ensaios, inclusive sobre literatura (o livro “Caminhos da poesia (1975)”, e de um romance autobiográfico “As fragatas de ar (1974)”.
Conforme os autores de “Poesia Russa Moderna” , sua obra se caracteriza por uma linguagem moderna, pela riqueza de imagens e, frequententemente, por uma atitude de reflexão.”